# 2.ª Brigada de la Krajina
La 2.ª Brigada de la Krajina (en serbio: 2. крајишка бригада 1. крајишког корпуса Војске Републике Српске, 2. krajiška brigada 1. krajiškog korpusa Vojske Republike Srpske; traducción: 2.ª Brigada de la Krajina del 1.º Cuerpo de la Krajina del Ejército de la Republika Srpska) fue una unidad movilizada en 1991 en Rakovačke Bare, ciudad de Banja Luka, como parte de las TO - Bosnia y Herzegovina e integrada al Ejército Popular Yugoslavo (JNA) como parte del 5.º Cuerpo.
Posteriormente pasó a integrar el 1.º Cuerpo del Ejército de la República Srpska. 

## Historia

### 1991. Guerra de Croacia
Entes de la Guerra de Croacia, la brigada era parte de las Fuerzas de Defensa Territoriales (Teritorijalna obrajne - TO) de Bosnia y Herzegovina constituyéndose como una fracción de la reserva del JNA. Su denominación era 2. partizanska brigada. Como tal fue movilizada e integrada al orden de batalla del 5.º Cuerpo del JNA (Banja Luka). 
Acto seguido a su movilización, la brigada fue enviada a Eslavonia Occidental donde permaneció hasta 1992. La 16.ª Brigada Motorizada Proletaria de Banja Luka fue reforzada con miembros de la 2.ª Brigada Partisana, cuyos dos batallones se alternaron bajo el mando de dicha Brigada JNA. En noviembre de 1991, se desplegaron unidades de la 2.ª Brigada en las aldeas de Voćarica y Paklenica, y desde el 8 de diciembre de 1991, en el área entre las aldeas de Donji Čaglić y Donja Subocka.
El 11 de diciembre, en un contraataque realizado en el Donja Subocka, que las fuerzas croatas rechazaron, fue capturado el jefe del batallón allí desplegado.

### 1992 a 1995. Guerra de Bosnia
Luego de los combates en Croacia, la Brigada fue enviada al Corredor de Posavina donde se constituyó como seguridad durante la Operación Corredor con un efectivo de unos 3.000 combatientes. Junto con un batallón de la 1.ª Brigada Blindada, la 2.ª fue parte de las fuerzas de seguridad de la dirección Orašje y de la protección de la ruta Brčko-Lončari-Modriča.
Después del éxito en la "Operación Corredor", la 2.ª Brigada permaneció en Posavina. Las últimas actividades en la parte noreste de Republika Srpska fueron durante Batalla de Orašje en 1995 cuando tuvo como zona de responsabilidad el área de la aldea de Obudovac, Šamac como parte del Grupo Táctico 5. Su tarea fue emplear la artillería y penetrar detrás de las líneas defensivas del Consejo de Defensa Croata (HVO) infiltrándose hacia el río Sava en dirección de Obudovac - Bok - Tolisa.
Posteriormente, la brigada fue trasladada a la montaña Manjača. 
El historial de guerra de la 2.° Brigada de Infantería de la Krajina duró 1700 días. 226 combatientes cayeron en combate, 1.750 resultaron heridos y 8 combatientes aún están desaparecidos.

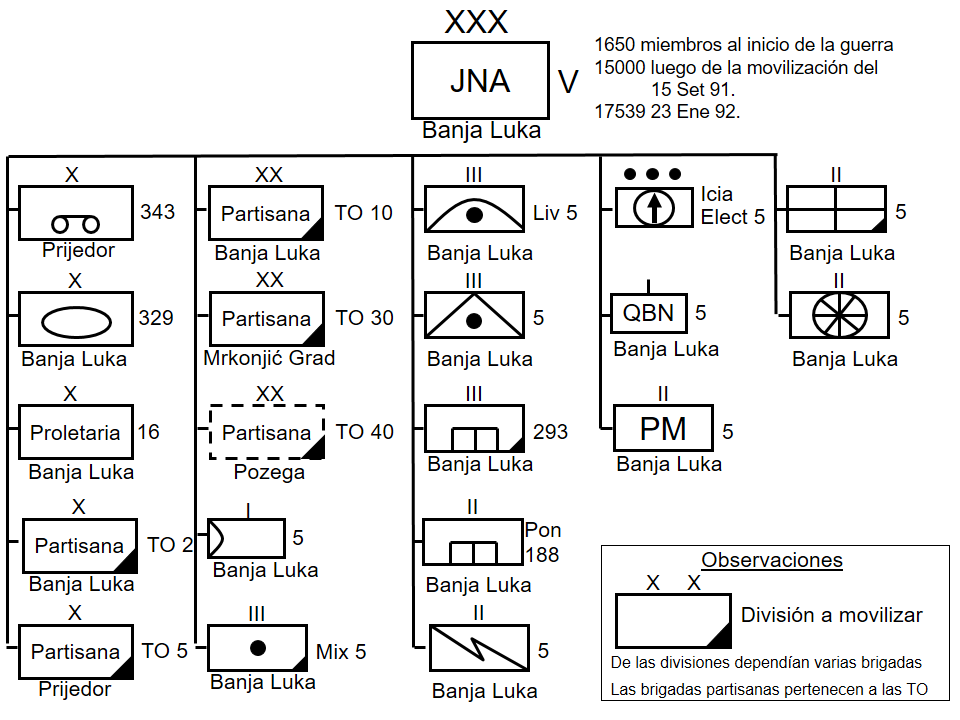
Orden de batalla del Vto Cuerpo del JNA antes del inicio de la Guerra de Croacia.

## Centro Memorial
Luego de la guerra de Bosnia, en 2001 se inauguró un Centro Memorial con un monumento a la 2.ª Brigada de la Krajina. El monumento, ubicado en Rakovačke bare (Banja Luka) rinde homenaje a los combatientes caídos. Allí se ubican 234 placas de mármol con los nombres de los muertos que pertenecieron a la brigada.

## Galería: Memorial de Rakovačke bare

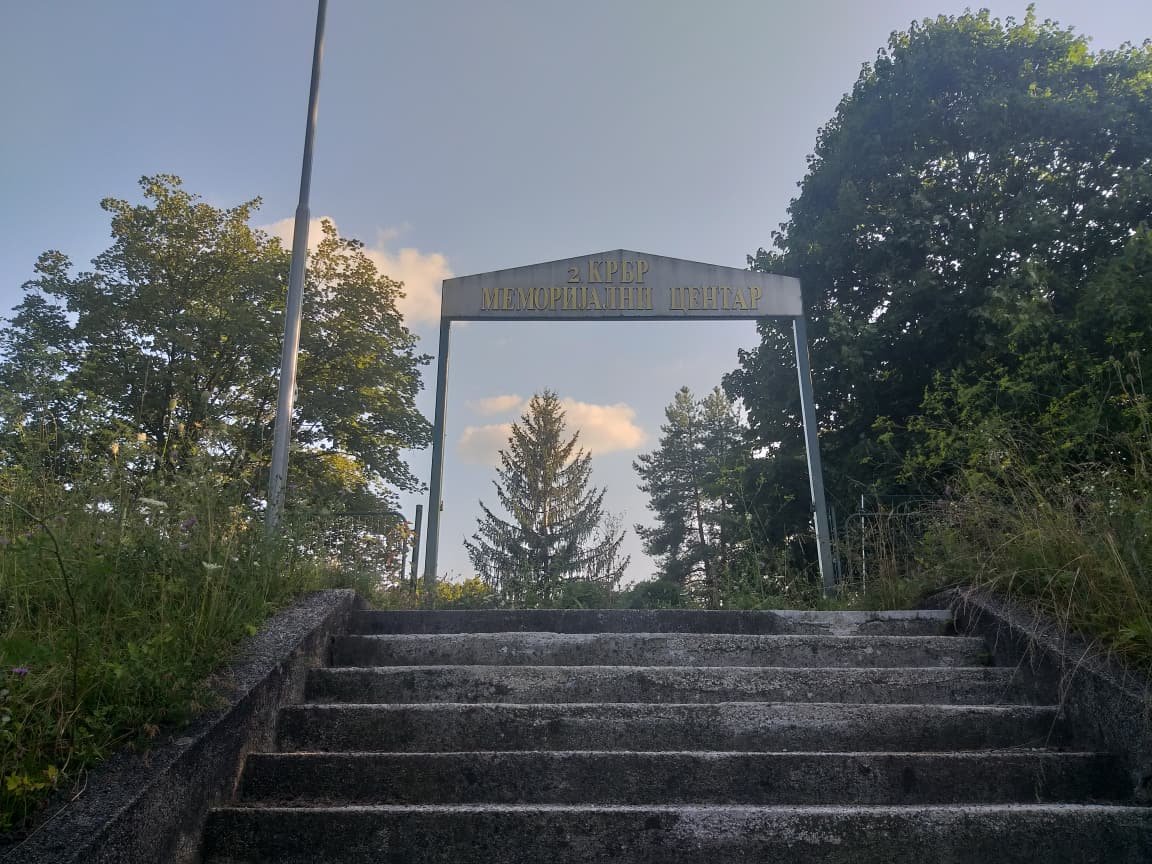
Entrada al Memorial
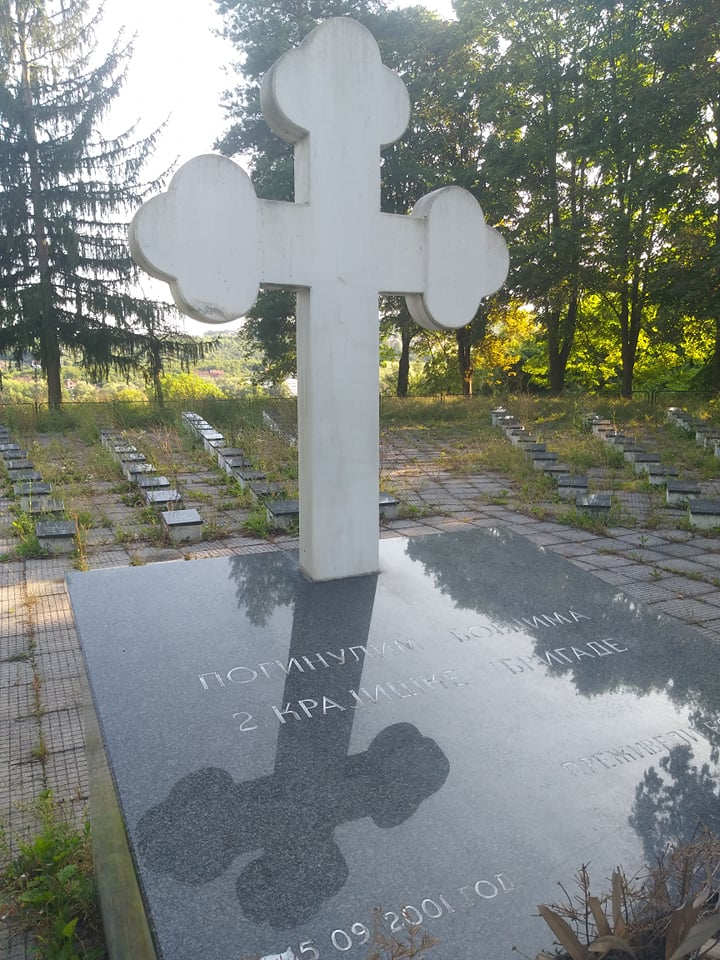
Monumento a los combatientes caídos de la 2da Brigada de la Krajina
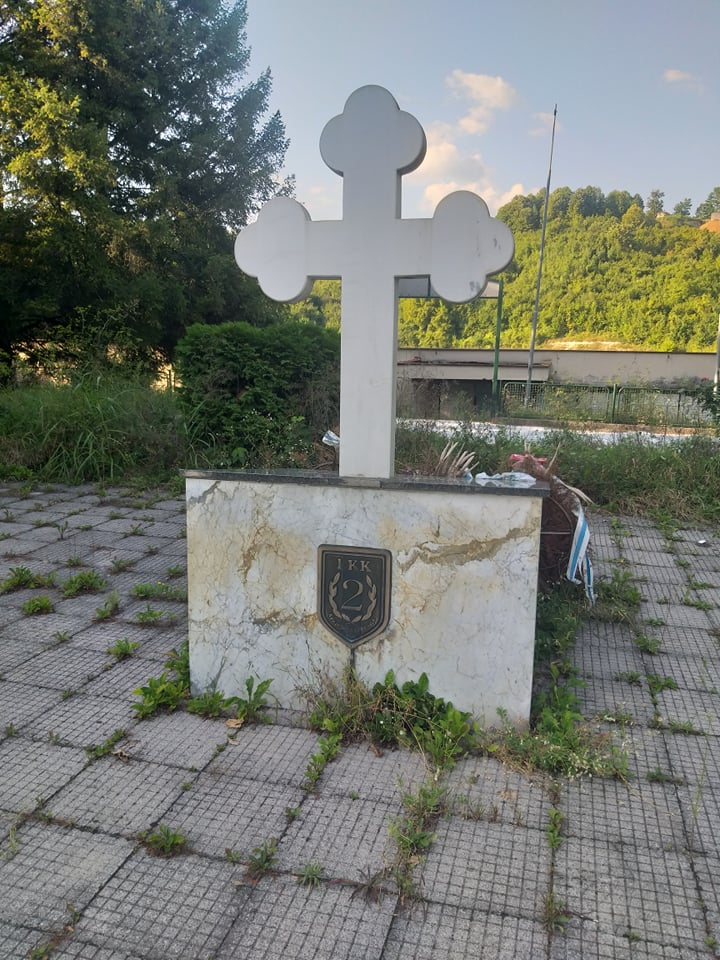
Vista posterior del monumento
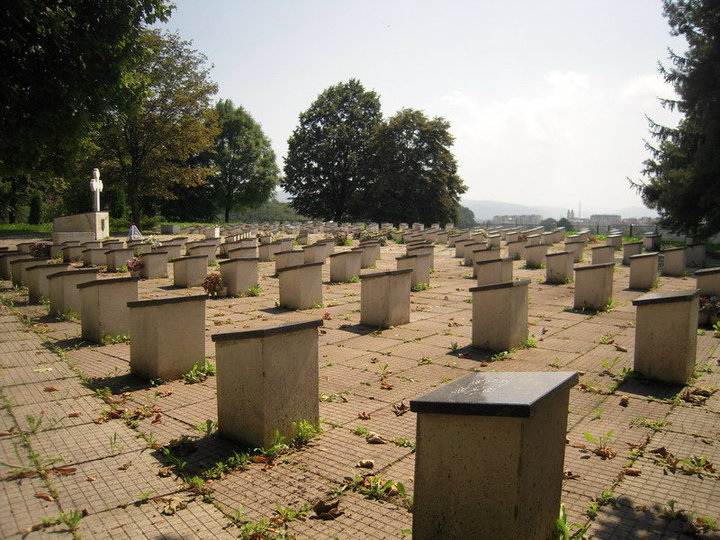
Placas de mármol con los nombres de los soldados caídos
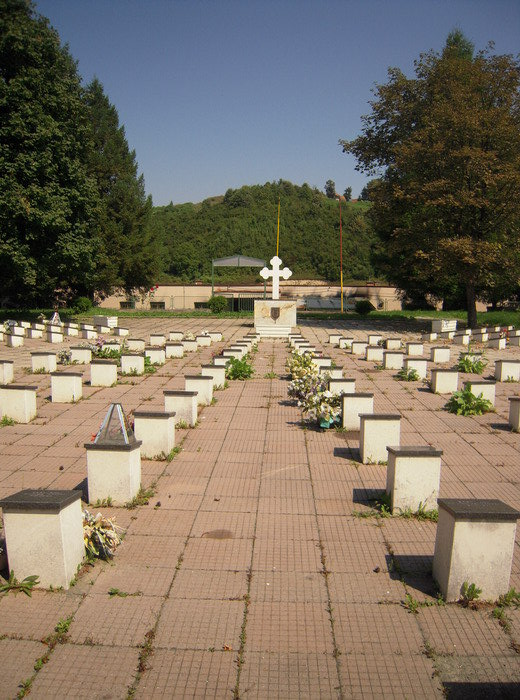
Centro Memorial